# Catherine Théot
Catalina Theot (Barenton, Baixa Normandia, 5 de març de 1716 - París, 1 de setembre de 1794) fou una visionària francesa.
Era domèstica d'un convent de París, i en un principi combregava tots els dies i la seva conducta era mirada com a exemplar, però l'excés de privacions alterà la seva raó, i se li va permetre abandonar la clausura, després d'un examen facultatiu. Des de llavors començà anomenar-se a si mateixa Mare de Déu i la Nova Eva, i predicava que tot el que s'afirmava en religió cristiana no era més que una figura de l'esdevenidor, i que quan ella complís els setanta anys, vindria al món el vertader i únic Messies.
Com que les seves predicacions feien forces adeptes, va intervenir la policia, que la va detenir el 21 d'abril de 1779. Empresonada primer, a la Bastilla i després a la Salpêtrière, fou posada en llibertat el 1782, amb el que continua les seves propagandes, i una vídua anomenada Godefroy, que vivia en el carrer de Contrescarpe-Saint-Marcel, la instal·la a casa seva, que esdevingué el lloc de reunió dels adeptes a la visionaria i on si celebraven cerimònies extravagants, malgrat que no immorals, que presidia l'excartoixà Christophe Antoine Gerle, el qual gaudia de la confiança i de l'amistat de Robespierre, al qual, sembla, s'havia iniciat en l'afer.
Del fet en feren els enemics del cèlebre tribú una arma per perjudicar-lo, i a mitjans del 1793, el Comitè de Seguretat general prengué cartes en l'assumpte essent detinguda la profetessa, a la qual, segons es digué, se li descobrí una carta dirigida a Robespierre, malgrat que ningú arribà a veure. Marc-Guillaume Alexis Vadier, encarregat de redactar l'informe, inventà una verdadera conspiració, i la Theot i els seus sequaces foren conduïts davant el Tribunal revolucionari i empresonats a la Bastilla.
Poc després era empresonat i guillotinat Robespierre (28 de juliol de 1794) i absolts la Theot i la resta d'acusats.